# Міхаель Ессер
Міхаель Ессер (нім. Michael Esser, нар. 22 листопада 1987, Кастроп-Рауксель) — німецький футболіст, що грає в клубі «Бохум» на позиції воротаря.

## Клубна кар'єра
Станом на 2016 рік:
| Клуб      | Клуб           | Клуб               | Ліга | Ліга | Кубок | Кубок | Загалом | Загалом |
| Сезон     | Клуб           | Ліга               | Ігри | Голи | Ігри  | Голи  | Ігри    | Голи    |
| Німеччина | Німеччина      | Німеччина          | Ліга | Ліга | Кубок | Кубок | Загалом | Загалом |
| --------- | -------------- | ------------------ | ---- | ---- | ----- | ----- | ------- | ------- |
| 2008–14   | «Бохум II»     | Регіоналліга Захід | 55   | 0    | —     | —     | 57      | 0       |
| 2010–15   | «Бохум»        | Бундесліга 2       | 24   | 0    | 0     | 0     | 24      | 0       |
| 2015–146  | «Штурм»        | Бундесліга         | 36   | 0    | 2     | 0     | 0       | 0       |
| 2016–     | «Дармштадт 98» | Бундесліга         | 1    | 0    | 0     | 0     | 1       | 0       |
| Загалом   | Німеччина      | Німеччина          | 82   | 0    | 2     | 0     | 84      | 0       |
| Всього    | Всього         | Всього             | 82   | 0    | 2     | 0     | 84      | 0       |